# Требовле
Требовле (тъй като л е палатализиран, се среща и днес неправилното изписване Требовлье, на македонска литературна норма: Требовље) е село в Северна Македония, в община Брод (Македонски Брод).

## География
Намира се в областта Горно Поречие.

## История
В XIX век Требовле е село в Поречка нахия на Кичевска каза на Османската империя. В „Етнография на вилаетите Адрианопол, Монастир и Салоника“, издадена в Константинопол в 1878 година и отразяваща статистиката на населението от 1873 година Требовле (Trébovlé) е посочено като село с 8 домакинства с 36 жители българи.
Църквата „Възнесение Господне“ е от 1892 година.
Според статистиката на Васил Кънчов („Македония. Етнография и статистика“) от 1900 година Требовлье е населявано от 180 жители българи християни.
На Етнографската карта на Битолския вилает на Картографския институт в София от 1901 година Требовле е чисто българско село в Кичевската каза на Битолския санджак с 20 къщи.
Цялото село в началото на XX век е сърбоманско. Според митрополит Поликарп Дебърски и Велешки в 1904 година в Требовле има 19 сръбски къщи. По данни на секретаря на Българската екзархия Димитър Мишев („La Macédoine et sa Population Chrétienne“) в 1905 година в Требовле има 256 българи патриаршисти сърбомани.
След Междусъюзническата война в 1913 година селото попада в Сърбия.
На етническата си карта на Северозападна Македония в 1929 година Афанасий Селишчев отбелязва Требовле като българско село.
Според преброяването от 2002 година селото има 13 жители македонци.